# مارک یودال
مارک یودال (به انگلیسی: Mark Udall) (زادهٔ ۱۸ ژوئیه ۱۹۵۰) سناتور ایالت کلرادو در سنای ایالات متحده آمریکا بود که برای نخستین‌بار در ۳ ژانویه ۲۰۰۹ به‌عضویت این مجلس درآمد. وی در زمرهٔ سناتورهای گروه دوم بود که به‌مدت ۴ سال در سنا حضور دارند و تا تاریخ ۳ ژانویه ۲۰۱۵ در این مجلس بود. یودال با شکست در برابر کری گاردنر نماینده مجلس آمریکا در انتخابات سال ۲۰۱۴ سنا از انتخاب برای دومین دوره بازماند.